# Rétrograde (musique)
Une ligne mélodique est dite par mouvement rétrograde (ou récurrente), lorsqu'elle se présente énoncée à l'envers, c'est-à-dire en lisant la mélodie de droite à gauche sur la partition, en prenant la mélodie d'origine à reculons dans le temps, partant de la dernière note pour retourner à la première – comme si un miroir était placé perpendiculairement à la portée. Le terme se dit en latin : cancrizan et en allemand : Krebsgang, que traduit l'expression française « à l'écrevisse », parfois utilisée.

## Description et exemples
C'est un procédé d'imitation utilisé en écriture polyphonique ou en musique sérielle. L'un des plus fameux exemples d'utilisation se trouve dans une composition « Ma fin est mon commencement » de Guillaume de Machaut, qui conclut la pièce en présentant par mouvement rétrograde les cinq premières mesures du morceau (le cantus et le triplum échangent leur partie) :
Dans l'exemple suivant, Clementi génère les voix extrêmes l'une de l'autre :
Autre exemple dans la célèbre Sonate Hammerklavier de Beethoven où le thème de la fugue génère le contre-sujet : 
Le terme de canon à l'écrevisse est un cas particulier qui désigne une composition savante qui présente une voix se superposant à sa récurrence, utilisé par exemple dans L'Offrande musicale de Bach.
La forme rétrograde est utilisée aussi combinée au procédé de renversement des intervalles mélodiques qui porte le nom de canons à l'écrevisse au miroir (Spielglkrebskanon), utilisé par exemple par Haydn dans le menuet (« Minuetto al Roverso ») et le trio de sa symphonie no 47.

## Histoire

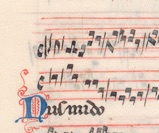
Manuscrit Pluteus 29.1, Nusmido (Bibliothèque Medicea-Laurenziana, Florence).

Le premier exemple de mouvement rétrograde se trouve dans le manuscrit Pluteus 29.1 conservé à la Bibliothèque Medicea-Laurenziana de Florence. Il contient des pièces copiées entre 1240 et 1255 à Paris et faisant partie du répertoire de l'École de Notre-Dame.